# Invincible Youth
Invincible Youth (Hàn Quốc: 청춘 불패; chữ La: cheong-chun-bul-pae) là chương trình thực tế của Hàn Quốc được nhiều khán giả yêu thích, trong đó nói lên cuộc sống trải nghệm ở vùng nông thôn của Hàn Quốc của 7 cô gái là các thành viên trong các nhóm nhạc thần thượng K-pop. 7 cô gái bao gồm:  Narsha của Brown Eyed Girls, Han Sunhwa của Secret, HyunA của 4minute, Hyomin của T-ara, Sunny và Yuri của Girls' Generation, và Goo Hara của Kara.
Ngày 14 tháng 5 năm 2010, đạo diễn của chương trình là Kim Sang Ho đã thông báo rằng Sunny, Yuri, và HyunA sẽ rời khỏi chương trình do kẹt lịch diễn quảng bá ở nước ngoài của các nhóm chương trình khuyến mại tương ứng. Tập cuối cùng mà họ xuất hiện trên chương trình được ghi hình vào ngày 19 tháng 5. Thay thế cho họ sau đó đã được quyết định thông qua cuộc lựa chọn các thành viên của các nhóm nhạc K-pop khác, và sau đó đã được tiết lộ vào đầu tháng 6. Ngày 30 tháng 5, cuối cùng nhà sản xuất đã xác nhận rằng Jooyeon của After School, Victoria của f(x) và Kim Sori sẽ trở thành ba thành viên mới của nhóm G7. Kim Jong Min (của Koyote) cũng đã trở thành một thành viên thường trực của chương trình và cũng là người gán cho mỗi thành viên mới một "biệt danh".

## Thành viên của Invincible Youth

### Mùa 1

#### Dẫn chương trình
| Diễn viên (Hangul)      | Ngày                                        | Biệt danh                              | Ghi chú                                             |
| Nam Hee-seok (남희석)   | 23 tháng 10 năm 2009 – 12 tháng 12 năm 2009 | Nam MC Uncle Hee-seok                  | Rời khỏi vì lý do cá nhân                           |
| Noh Joo-hyun (노주현)   | 23 tháng 10 năm 2009 – 24 tháng 12 năm 2010 | Village Chief                          |                                                     |
| Kim Tae-woo (김태우)    | 23 tháng 10 năm 2009 – 24 tháng 12 năm 2010 | Bear Tae-woo                           | Nghỉ phép tạm thời sau tập 44 để phẫu thuật cổ họng |
| Kim Shin-young (김신영) | 23 tháng 10 năm 2009 – 24 tháng 12 năm 2010 | Pig (Don) Chef Korea's Famous Comedian |                                                     |
| Song Eun-yi (송은이)    | 10 tháng 9 năm 2010 – 24 tháng 12 năm 2010  | Song Senior                            | Tạm thời thay thế cho Kim Tae-woo                   |

#### Thành viên G7
| Diễn viên (Hangul)                   | Ngày                                         | Nhóm             | Biệt danh                                                                |
| Narsha (나르샤)                      | 23 tháng 10 năm 2009 － 24 tháng 12 năm 2010 | Brown Eyed Girls | Adult-Dol Hojin                                                          |
| Hyomin (효민)                        | 23 tháng 10 năm 2009 － 24 tháng 12 năm 2010 | T-ara            | Folding Screen or Wallflower (Byeongpung) Hyoderella Naming Master       |
| Han Sunhwa (한선화)                  | 23 tháng 10 năm 2009 － 24 tháng 12 năm 2010 | Secret           | White Paper Wet Feet Girl Blank (Baekji) Sunhwa Air Head (Baekdu) Sunhwa |
| Hara (구하라)                        | 23 tháng 10 năm 2009 － 24 tháng 12 năm 2010 | Kara             | Haragoo Childish Hara/Yu Chi Hara Goosain Bolt Stealthy Hara Thief Hara  |
| Jooyeon (주연)                       | 18 tháng 6 năm 2010 － 24 tháng 12 năm 2010  | After School     | Clumsy Jooyeon Burdensome ("Jim") Jooyeon Baggage Dead Weight Jooyeon    |
| Victoria Song (빅토리아/송치엔/宋茜) | 18 tháng 6 năm 2010 － 24 tháng 12 năm 2010  | F(x)             | Wu Lin Girl Censor Vic                                                   |
| Sori (김소리)                        | 18 tháng 6 năm 2010 － 24 tháng 12 năm 2010  | Ca sĩ Solo       | Vein Sori                                                                |

### Mùa 2

#### Dẫn chương trình
| Diễn viên (Hangul)      | Ngày                                      | Biệt danh                        | Ghi chú |
| Boom (붐)               | 12 tháng 11 năm 2011—17 tháng 11 năm 2012 | Min-ho Gotta Get That            |         |
| Ji Hyun-woo (지현우)    | 12 tháng 11 năm 2011—7 tháng 4 năm 2012   | Hyung-tae                        |         |
| Lee Soo-geun (이수근)   | 12 tháng 11 năm 2011—7 tháng 4 năm 2012   | Uncle Soo-geun Lee Soo-geun 2NE1 |         |
| Kim Shin-young (김신영) | 14 tháng 4 năm 2012—17 tháng 11 năm 2012  | 44 Shin-young                    |         |
| Lee Young-ja (이영자)   | 21 tháng 7 năm 2012—17 tháng 11 năm 2012  | Mom (Eomma)                      |         |

#### Thành viên G8
| Diễn viên (Hangul)         | Ngày                                      | Biệt danh                                                                      | Nhóm              |
| Hyoyeon (김효연)           | 12 tháng 11 năm 2011—17 tháng 11 năm 2012 | Hyoding (Kid Hyoyeon) Yoghurt Ajumma Sancho                                    | Girls' Generation |
| Yewon (김예원)             | 12 tháng 11 năm 2011—17 tháng 11 năm 2012 | Laminate Ducushong U-Go-Girl                                                   | Jewelry           |
| Bora (윤보라)              | 12 tháng 11 năm 2011—17 tháng 11 năm 2012 | Bosain Bolt Nacho Ggamanova Boraski Alba                                       | Sistar            |
| Jiyoung (강지영)           | 12 tháng 11 năm 2011—17 tháng 11 năm 2012 | Jigoo Am-Tell Girl Dacushong                                                   | Kara              |
| Suzy (배수지)              | 12 tháng 11 năm 2011—17 tháng 11 năm 2012 | Tình đầu quốc dân Giant Maknae Him Suzy King Feet 285mm from Gwangju Bacushong | miss A            |
| Ko Woo-ri (고우리)         | 12 tháng 11 năm 2011—7 tháng 4 năm 2012   | Granny                                                                         | Rainbow           |
| Amber (엠버/유일운/劉逸雲) | 12 tháng 11 năm 2011—7 tháng 4 năm 2012   | Eunyoung Terminator The Rising Star in Farming                                 | f(x)              |
| Sunny (써니/이순규)        | 12 tháng 11 năm 2011—7 tháng 7 năm 2012   | Soonkyu 60' Sunny Louisoddong                                                  | Girls' Generation |